# Jordan Sepho

b Matchs officiels uniquement.
Jordan Sepho, né le 8 décembre 1998 à Pontoise (Val-d'Oise), est un joueur international français de rugby à sept. Il est notamment médaillé d'or dans la discipline durant les Jeux olympiques 2024. 

## Biographie
Jordan Sepho est né le 8 décembre 1998 à Pontoise. Après avoir joué en club à la Réunion à l'Etang-Salé RC, il signe en professionnel avec l'équipe de France à sept en janvier 2019. En 2024 il remporte la médaille d'or aux JO de Paris.

## Palmarès
- Troisième du tournoi de Vancouver en 2024
- Vainqueur du tournoi de Los Angeles 2024[5],[6]
- Vainqueur de la série mondiale 2023-2024 (tournoi de Madrid)[7]
- Champion olympique 2024

## Distinctions

### Décorations
Chevalier de la Légion d'honneur (décret du 23 septembre 2024)